# Szinan
Szinan (arab. شنان) – wieś w Syrii, w muhafazie Idlib. W 2004 roku liczyła 2025 mieszkańców.